# Trillium ovatum
Espèce
Classification APG II (2003)
Trillium ovatum est une plante herbacée, vivace et rhizomateuse de la famille des Liliaceae (classification classique) ou des Melanthiaceae (classification APG II, 2003).

## Description

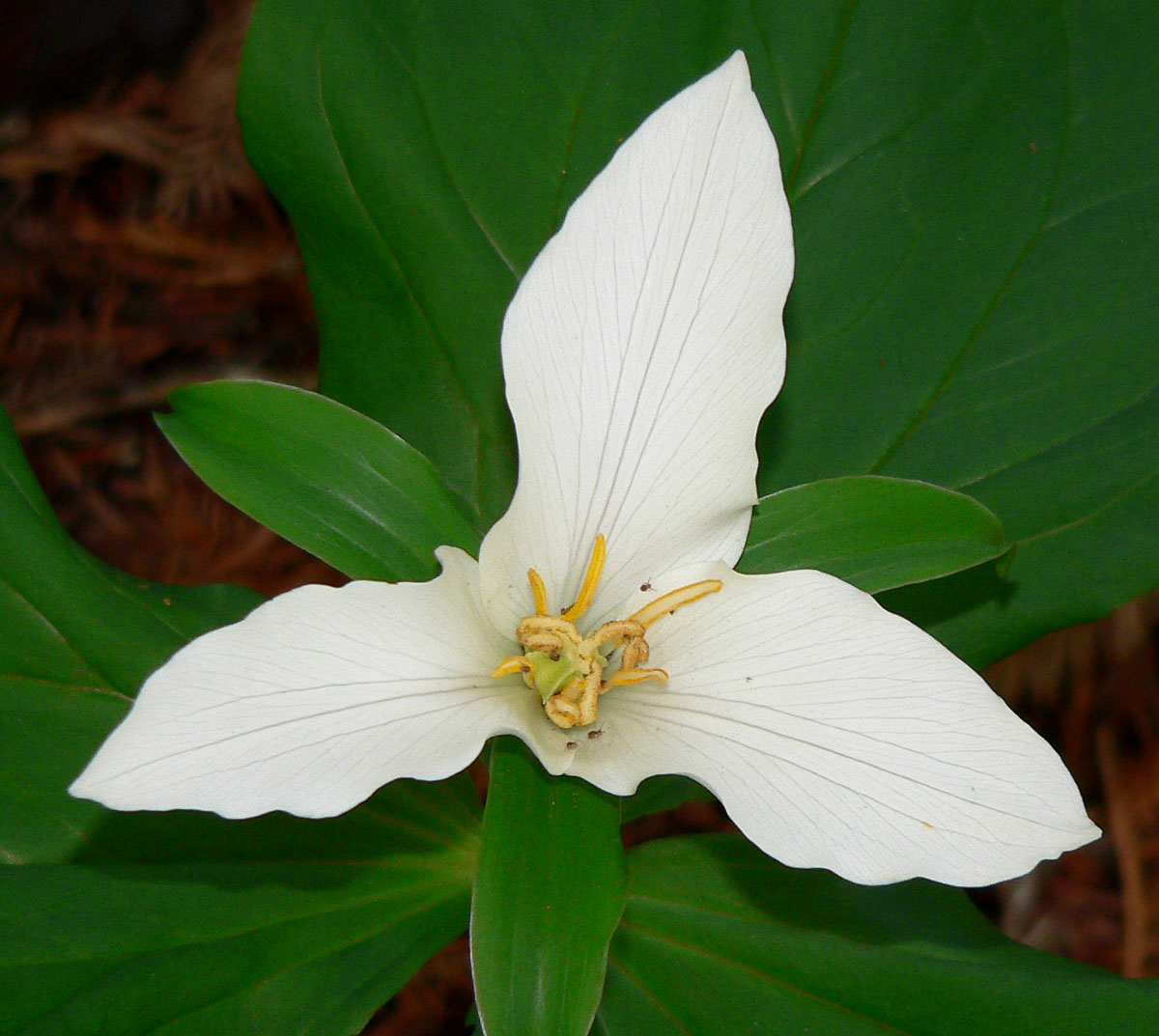
Fleur de Trillium ovatum

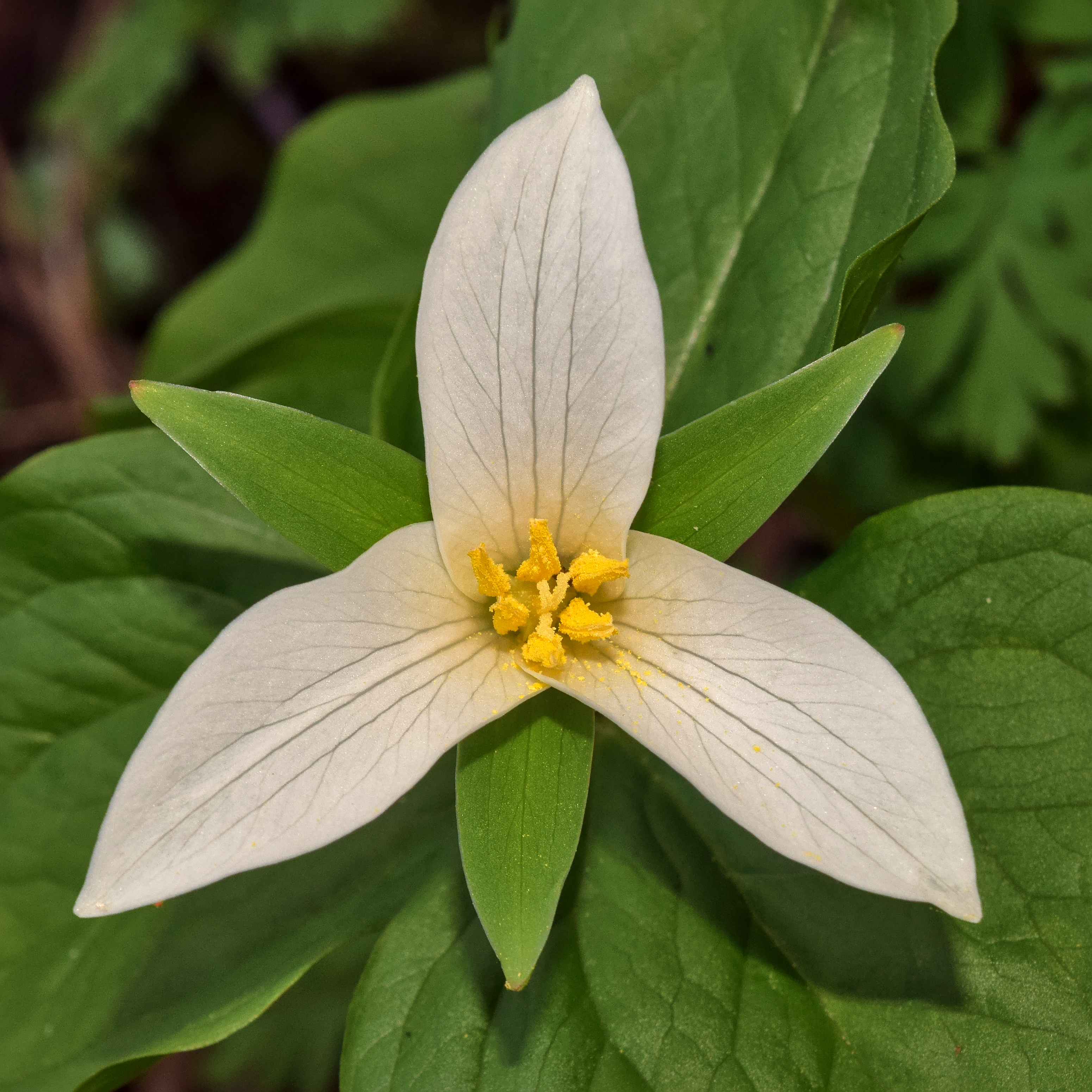
Autre fleur de trillium ovatum. Avril 2021.

Cette espèce, qui remplace le Trille blanc dans l’ouest de l’Amérique du Nord, fleurit au printemps dans les forêts mixtes et les broussailles. La fleur, de 3 à 14 cm de diamètre à pétales blancs à rosés, est portée par un pédoncule dressé ou penché. Les feuilles sessiles rhomboïdes-ovales à nervures apparentes sont acuminées. Le fruit est une baie verte, qui devient blanche à maturité.

## Aire de répartition
Du sud de la Colombie Britannique et de l’île de Vancouver au Colorado et au centre de la Californie.

## Divers
Son nom anglais est Western White Trillium. Diverses formes de cette espèce ont été décrites. La forme maculosum F. &R. Case a des feuilles distinctement tachetées de vert foncé ou de marron à l’instar de celles des espèces du sous-genre Phyllantherum.

## Source
- Frederick W. Case, Jr. & Roberta B. Case, Trilliums, Timber Press, 1997  (ISBN 0-88192-374-5)